# Archers of Loaf
Archers of Loaf est un groupe de rock indépendant américain, originaire de Chapel Hill, en Caroline du Nord. Formé en 1991, le groupe compte quatre albums avant de se séparer en 1998. En 2011, Archers of Loaf se reforme pour donner une série de concerts destinés à promouvoir la réédition de leurs albums sur le label Merge Records.
Avec Superchunk et Polvo, Archers of Loaf est l'un des groupes phare de la scène rock de Chapel Hill, relativement populaire au début des années 1990. 
Le quatuor a parfois été comparé à Pavement, groupe avec lequel il a quelques points communs : structures de chansons peu académiques, paroles abstraites, production lo-fi et guitares dissonantes,. Les deux titres emblématiques du groupe sont Harness In Slums et surtout Web In Front qui compte, selon le magazine Pitchfork, « parmi les plus belles chansons de rock indépendant jamais écrites ».

## Biographie
Archers of Loaf est formé en 1991 par quatre étudiants de l'Université de Caroline du Nord à Chapel Hill : Eric Bachmann, Eric Johnson, Mark Price et Matt Gentling. Le groupe se fait remarquer en 1992 avec le single South Carolina/Wrong qui leur permet de signer un contrat avec le label indépendant californien Alias Records. L'année suivante, le titre Web in Front issu de leur second single connaît un grand succès sur les radio étudiantes américaines. Toujours en 1993, le groupe sort un premier album, Icky Mettle, qui est très bien reçu par la critique et les radios spécialisées. Cela permet au groupe de faire une tournée aux États-Unis.
En 1994, le groupe publie l'EP Archers of Loaf vs the Greatest of All Time. Suit en 1995 leur deuxième album Vee Vee. Ce dernier, et notamment le titre Harnessed In Slums, permet au groupe une percée dans des médias grand public au point que la major Maverick Records, label de Madonna, propose un contrat au groupe qui refuse. Ce succès grandissant vaut également au groupe de tourner avec Weezer.
En 1996, le groupe publie The Speed of Cattle, compilation de singles, enregistrements live et de raretés. La même année est publié un troisième album : All The Nations Airports, publié sur Alias Records mais aussi sur la major Elektra Records. En 1997 sort l'EP Vitus Tinnitus qui compile six titres live et deux remixes. Le quatrième et dernier album du groupe, White Trash Heroes, sort en 1998.
En 2011, Archers of Loaf se reforme pour une série de concerts destinés à promouvoir la réédition de leurs quatre albums sur le label Merge Records.
En février 2020, le groupe publie le titre Raleigh Days et entame une tournée nord-américaine d'une trentaine de dates.

## Membres
- Eric Bachmann[8] - chant, guitare
- Eric Johnson  - guitare
- Mark Price - batterie
- Matt Gentling - basse

## Discographie

### Albums studio
- 1993 : Icky Mettle (Alias Records, 1993; Merge, 2011)
- 1995 : Vee Vee (Alias Records, 1995; Merge, 2012)
- 1996 : All the Nations Airports (Alias Records, 1996; Merge, 2012)
- 1998 : White Trash Heroes (Alias Records / Elektra Records, 1998; Merge, 2012)
- 2022 : Reason in Decline (Merge Records)

### Compilations
- 1996 : The Speed Of Cattle (Alias Records, 1996)
- 2000 : Seconds Before the Accident (album live) (Alias Records)

### EP
- 1994 : Vs the Greatest of All Time (Alias Records)
- 1997 : Vitus Tinnitus (Alias Records)

### Singles
- Wrong/South Carolina (Stay Free, 1992)
- The Loaf's Revenge (contient Web in Front/Bathroom/Tatyana) (Alias, 1993)
- The Results After the Loaf's Revenge (contient What Did You Expect?/Ethel Merman) (Merge, 1994)
- Telepathic Traffic/Angel Scraper split avec Monsterland, (Radiopaque, 1994)
- Funnelhead/Quinnbeast split avec Treepeople, (Sonic Bubblegum, 1994)
- Harnessed in Slums/Telepathic Traffic (Alias, 1995)
- Mutes in the Steeple/Smoking Pot in the Hot City (Esther, 1995)
- Vocal Shrapnel/Density (Alias, 1996)
- Jive Kata (Alias, 1997)